# Łask
Pour les articles homonymes, voir Łask (homonymie).
Łask (prononciation [ˈwask]) (ou Lask en français[réf. nécessaire]) est une ville située dans le powiat de Łask, dans la voïvodie de Łódź, située dans le centre de la Pologne. 
Elle est le siège administratif (chef-lieu) du powiat de Łask et de la gmina de Łask.
Łask se situe à environ 39 km au sud-ouest de Łódź (capitale de la voïvodie) et à 172 km au sud-ouest de Varsovie (capitale de la Pologne).
Sa population s'élevait à 18 029 habitants en 2013, répartis sur une superficie de 15,33 km2.

## Histoire
La première mention de l'histoire à propos du village de Lask remonte en 1356. Il est devenu officiellement une ville en 1422 par une loi du roi polonais Ladislas II Jagellon.
Avec l'invasion de la Pologne et le déclenchement de la Seconde Guerre mondiale en septembre 1939, Łask a été occupée par la Wehrmacht et annexée par l'Allemagne nazie. Il a été administré dans le cadre du comté ou de district (kreis) de Lask au sein du Reichsgau Wartheland. Après l'arrivée de l'Armée rouge et la fin de la guerre, Łask est devenu une partie de la République populaire de Pologne.

## Administration
De 1975 à 1998, la gmina est attachée administrativement à la voïvodie de Sieradz. Depuis 1999, elle fait partie de la voïvodie de Łódź. La ville abrite la B.A. 32 de la force aérienne polonaise.

## Relations internationales

### Jumelages
La ville de Łask est jumelée avec
- Dannenberg (Allemagne) (Allemagne)
- Lahoïsk (Biélorussie)